# Victoria (Malta)

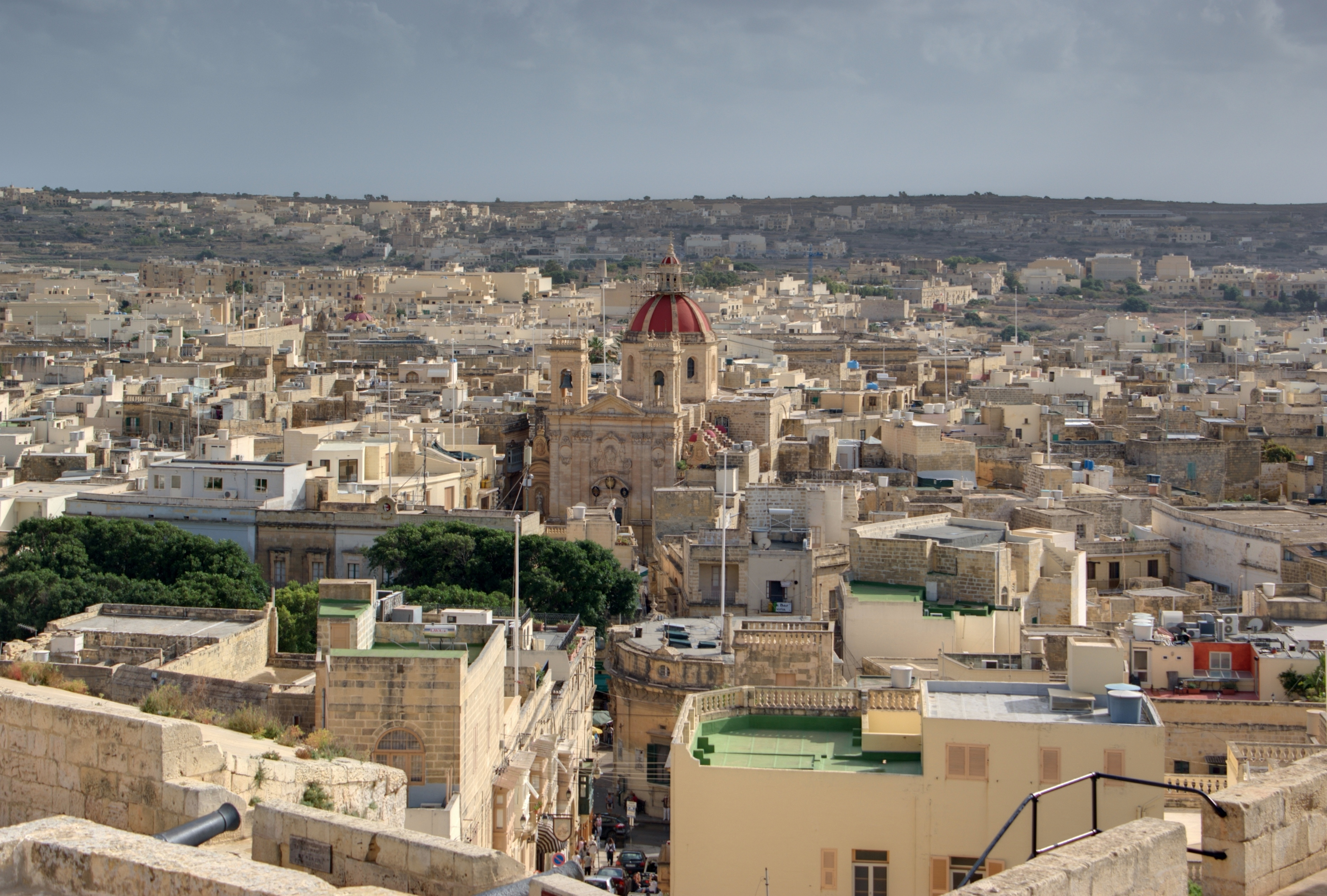
Ansicht von Victoria

Victoria (auch Victoria Rabat, offiziell maltesisch Ir-Rabat Għawdex) ist die Hauptstadt der maltesischen Insel Gozo mit 6624 Einwohnern (Stand 31. Dezember 2020). Früher trug die Stadt den arabischen Namen Rabat, was so viel wie „Vorstadt“ heißt (nicht zu verwechseln mit Rabat bei Mdina auf der Hauptinsel Malta). Im Jahr 1897 feierte Königin Victoria ihr diamantenes Thronjubiläum, und der Stadtname wurde auf einen Antrag des Bischofes von Gozo Pietro Pace geändert. Victoria liegt in der Mitte Gozos, umfasst ein knappes Viertel der Insel-Bevölkerung und ist damit die bevölkerungsreichste Stadt der Insel. Die Bewohner heißen Rabtin t'Għawdex oder Vittorjani. Victoria ist auch der Mittelpunkt des Lebens auf der Insel und ihr kulturelles Zentrum.

## Geschichte
Archäologischen Funden zufolge war das Gebiet schon in der Bronzezeit besiedelt. Im 3. Jahrhundert v. Chr. errichteten die Römer eine Siedlung an dieser Stelle. Von 535 bis 870 gehörte der Ort zum Byzantinischen Reich. Während der arabischen Besetzung (bis 1127) bekam die Siedlung den Namen Rabat. Damals bestand sie im Wesentlichen aus einer Zitadelle, in der die Bewohner Gozos Schutz vor den Angriffen von Piraten suchen konnten. Trotzdem wurde im Juli 1551 nahezu die gesamte Einwohnerschaft Gozos und Rabats von Sklavenjägern gefangen und auf die Sklavenmärkte Nordafrikas verbracht. Die Siedlung blieb in den folgenden Jahren zum großen Teil unbewohnt. 1599 begann der Wiederaufbau der Zitadelle, die dann alle Bewohner Gozos nachts aufzusuchen hatten. Nach der Abschaffung dieses Gesetzes 1637 blieb die Zitadelle meist unbewohnt. 1693 wurden große Teile der Zitadelle und Rabats durch ein Erdbeben zerstört.
Während der kurzen Existenz des Staates Gozo war Rabat dessen Hauptstadt. 1814 kamen Malta und Gozo unter britische Herrschaft. 1864 wurde Gozo eine eigenständige Diözese mit Rabat als Sitz des Bischofs. 1887, zum Goldenen Thronjubiläum von Queen Victoria, beantragten der Bischof und ein hoher Justizbeamter Gozos die Umbenennung Rabats zu Victoria. Damit verknüpften sie die Bitte um Erteilung der Stadtrechte. Am 10. Juni 1887 wurde diesen Anträgen vom Gouverneur Maltas stattgegeben, die Gemeinde Rabat wurde zur Stadt Victoria. Im alltäglichen Sprachgebrauch verwenden die Bewohner Gozos aber bis heute den ursprünglichen Namen. Der doppelte Name Victoria/Rabat kommt auch im Wappen durch die Buchstaben V und R zum Ausdruck, die aber auch auf Victoria Regina, also auf Queen Victoria hinweisen könnten.

## Bevölkerung
Die Gegend um das heutige Victoria war in antiker und mittelalterlicher Zeit beständig von 1700 bis 2000 Menschen bewohnt gewesen. Schon im Spätmittelalter begann die Einwohnerzahl aber zu steigen, insbesondere in Rabat.

Bis 1530 gab es mehr als 5.000 Einwohner rund um die Zitadelle. Die Versklavung eines Großteils der Bevölkerung im Jahr 1551 führte dann zu einem Einbruch, von dem sich Gozo und Rabat lange nicht erholten. Ab dem Jahr 1667 sind verlässliche Zensusdaten zur Einwohnerzahl Rabats/Victorias vorhanden.
Nach dem Rückschlag 1551 stieg die Einwohnerzahl kontinuierlich an, unterbrochen nur durch das Jahrzehnt nach 1957, in dem eine größere Emigrationswelle die Zahl noch einmal sinken ließ.

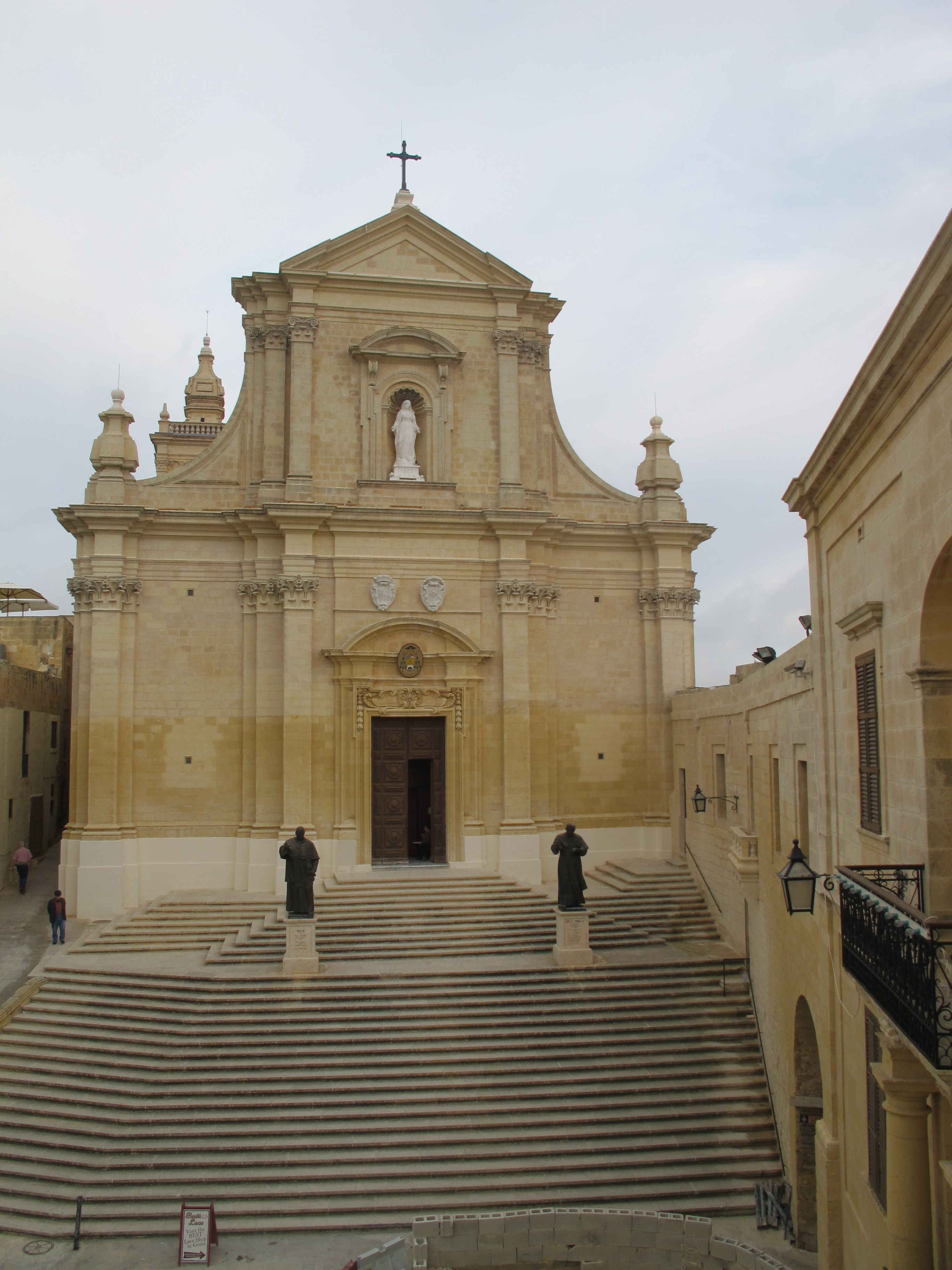
Kathedrale

| Einwohnerentwicklung Victorias | Einwohnerentwicklung Victorias | Einwohnerentwicklung Victorias | Einwohnerentwicklung Victorias | Einwohnerentwicklung Victorias | Einwohnerentwicklung Victorias | Einwohnerentwicklung Victorias | Einwohnerentwicklung Victorias | Einwohnerentwicklung Victorias | Einwohnerentwicklung Victorias |
| Jahr                           | 1667                           | 1842                           | 1901                           | 1948                           | 1957                           | 1967                           | 1985                           | 1995                           |                                |
| ------------------------------ | ------------------------------ | ------------------------------ | ------------------------------ | ------------------------------ | ------------------------------ | ------------------------------ | ------------------------------ | ------------------------------ | ------------------------------ |
| Einwohner                      | 1795                           | 4904                           | 5057                           | 6175                           | 6357                           | 5462                           | 5968                           | 6524                           |                                |
| Prozent d. Einw. Gozos         | 43                             | 34                             | 25                             | 22                             | 23                             | 21                             | 23                             | 22,5                           |                                |

## Bauwerke (Auswahl)

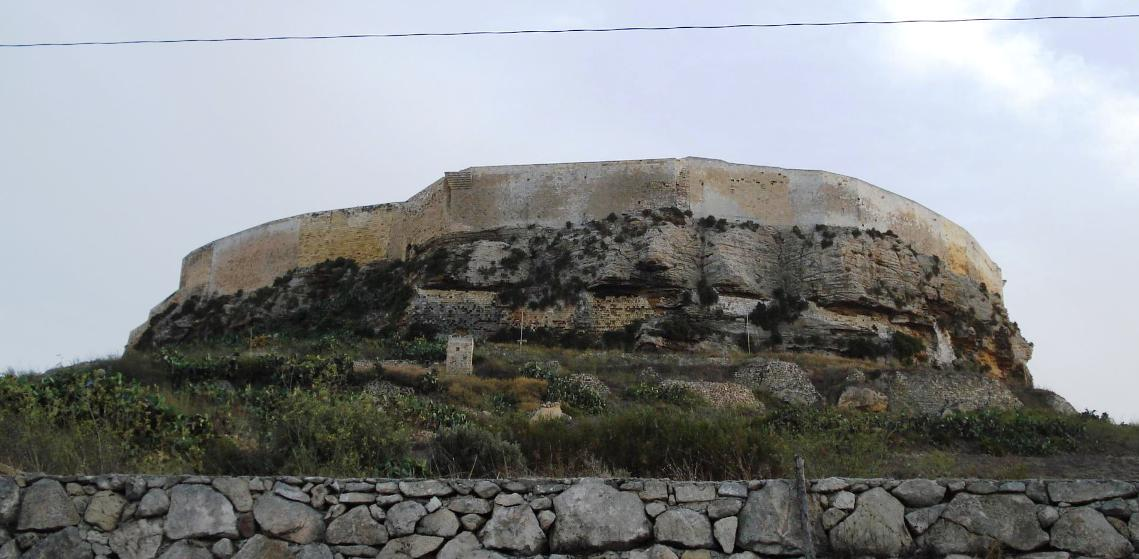
Nördliche Außenmauer der Zitadelle von Victoria/Rabat

### Zitadelle

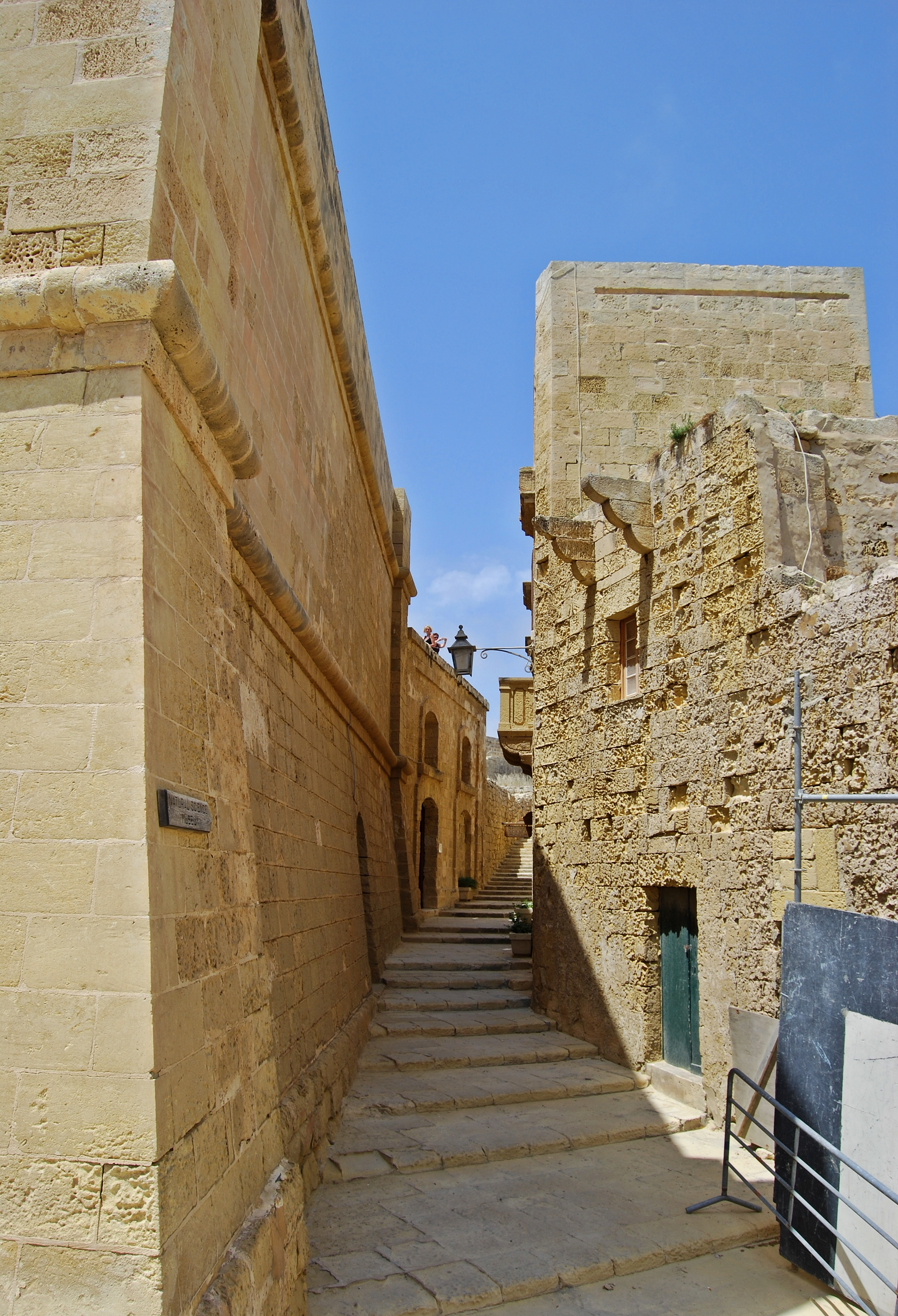
Eine typische Gasse in der Zitadelle

Das Herz der Stadt ist die Zitadelle, die bereits in der Bronzezeit, also etwa 1500 vor Christus befestigt wurde. Zwischen 1599 und 1603 wurde sie restauriert, um die Stadt noch besser vor Korsaren und Muslimen zu schützen. Von den Befestigungen aus hat man einen wunderbaren Blick über die Insel. In der Zitadelle befindet sich neben drei Museen (Archäologisches Museum, Ethnologisches Museum, Naturkunde-Museum) auch die Kathedrale Gozos sowie das Gerichtsgebäude.

### Kirchen
- Kathedrale

Die Kathedrale Santa Marija (erbaut ab 1697 nach Entwürfen des maltesischen Barockbaumeisters Lorenzo Gafà) ist die Hauptkirche des Bistums Gozo und befindet sich innerhalb der Zitadelle. Sie ist schmuckvoll ausgestattet, unter anderem mit einer Statue der Maria, der die Kirche geweiht ist. An derselben Stelle stand zuvor ein römischer Tempel, der Jupiter gewidmet war. In der Kirche befindet sich an der Decke ein Trompe-l’œil-Gemälde, welches das Innere einer Kuppel zeigt, die aber nie gebaut wurde.
- Basilika San Ġorġ

Die barocke Basilika San Ġorġ des heiligen Georg, an der Pjazza San Ġorġ südlich des Marktplatzes, stammt aus dem Mittelalter. Im Jahr 1818 erhielt sie eine neue Fassade und wurde 1958 durch Papst Pius XII zur Basilika erhoben. Diese Basilika wird auch als die goldene Kirche bezeichnet. Sie ist vollständig mit Marmor verkleidet. Sie ist reich ausgestattet mit Gemälden und Statuen und befindet sich am gleichnamigen Platz.
- Kirche St. Johannes

Dieses Gotteshaus, maltesisch ’Ta San Gabku, steht am Rand des Unabhängigkeitsplatzes (Pjazza Indipendenza). Davor sind eine Madonnenstatue und eine Skulptur für den Erzbischof Saverjo Cassar (1746–1805) aufgestellt.

### Markt

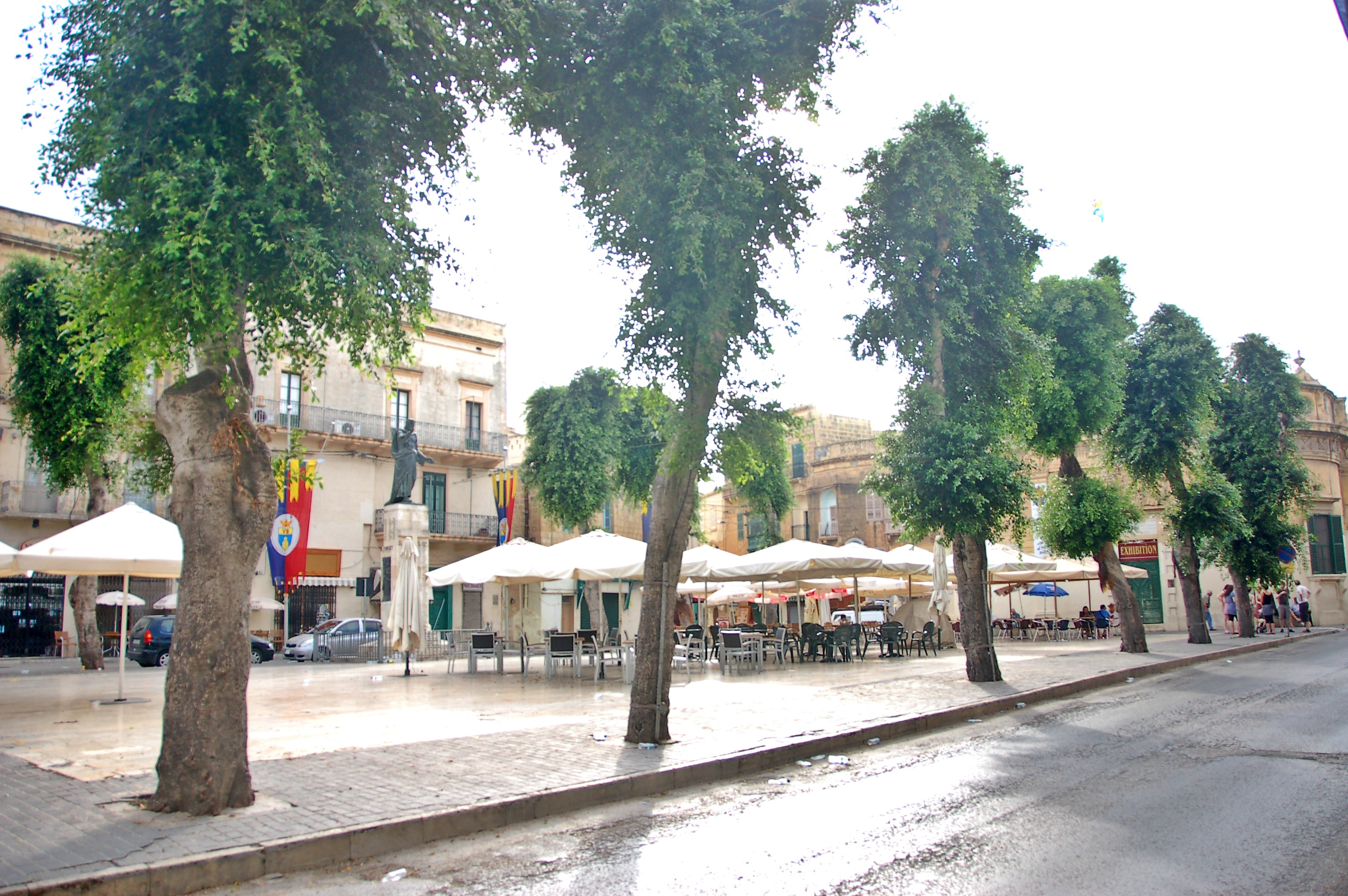
Marktplatz im Stadtzentrum

Der Marktplatz, der von Einheimischen it-Tokk genannt wird, befindet sich am Fuße der Zitadelle auf der Pjazza Indipendenza; jeden Tag ist dort bis Mittag Markt.
Außerdem steht hier ein Denkmal für die im Zweiten Weltkrieg gefallenen Soldaten aus Gozo, die im britischen Heer eingesetzt waren. Dahinter befindet sich der Sitz der Maltesischen Arbeiterpartei für den Bereich Gozo und Comino.

### Villa Rundle Garden

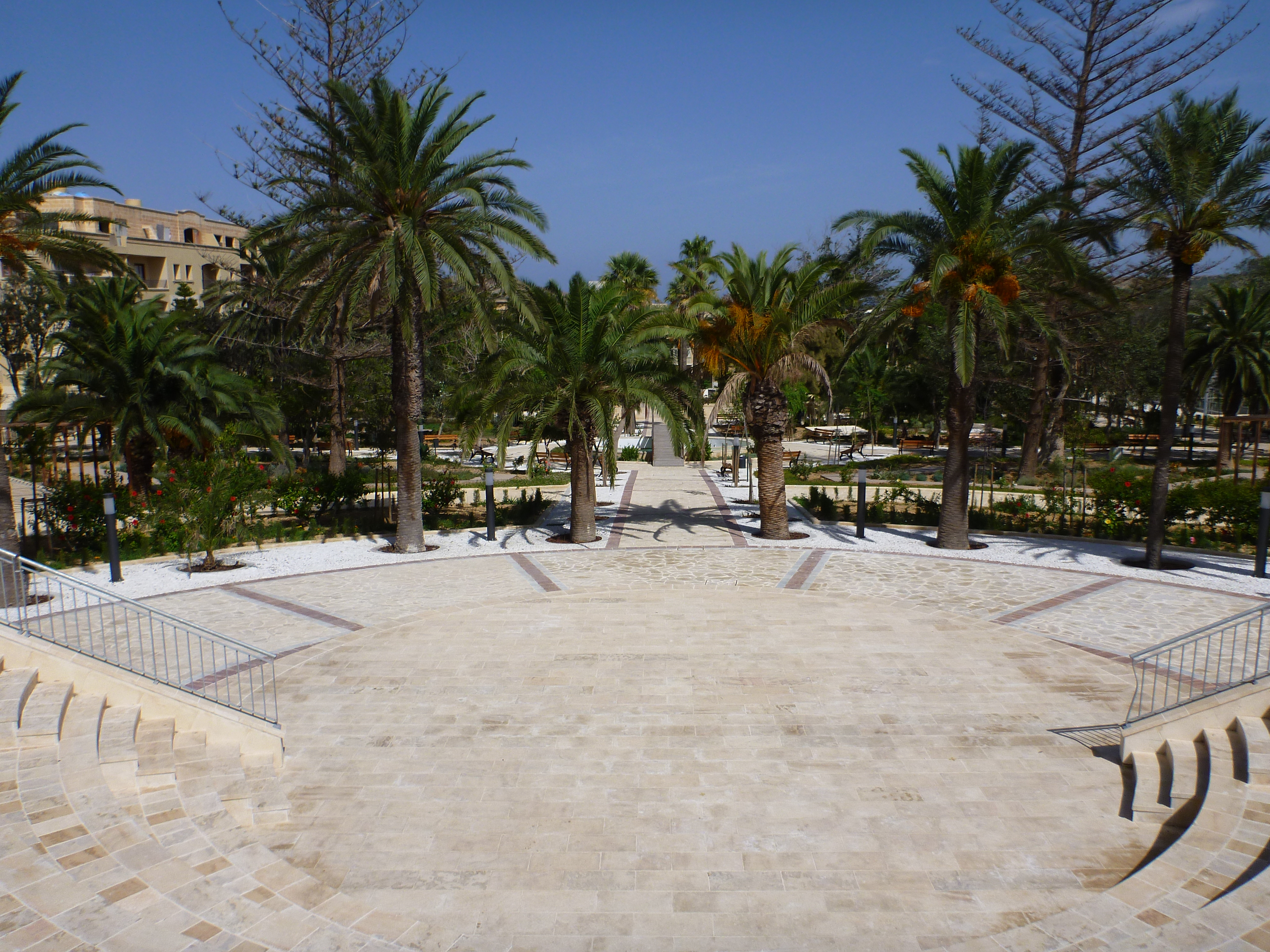
Villa Rundle Garden im Stadtzentrum

Der Villa Rundle Garden ist ein Park im Zentrum von Victoria, der um das Jahr 1914 eröffnet wurde. Der Stadtpark wurde von dem englischen Gouverneur Leslie Rundle entworfen. Im Garten finden sich viele einheimische und importierte Pflanzen. Im Mai 2012 wurde er nach umfangreichen Renovierungsarbeiten, die etwa 2,5 Millionen Euro gekostet haben und die mit 85 Prozent von der Europäischen Union gefördert wurden, wiedereröffnet.

### Kulturbauten
- Das Teatru Astra wurde im Januar 1968 gegründet. Am 8. November 2003 fiel es den Flammen anheim und wurde 2005 wieder eröffnet. Das Haus befindet sich in der Republic Street 9. Es wird unterhalten durch die Soċjetà Filarmonika La Stella. Sie ist ebenfalls Träger der Musik-Banda La Stella und richtet das Patronatsfest der Basilika San Ġorġ Il-Festa ta’ San Ġorġ aus.

- Aurora Opera House in der Republic Street 100 befindet sich in einer Villa aus dem 19. Jahrhundert, die 1971–76 umgebaut wurde. Das Haus bietet bis zu 1600 Besuchern Platz.

Erwähnenswert ist noch die im Zentrum gelegene schmalste Straße Maltas.

## Städtepartnerschaften
Victoria ist eine Städtepartnerschaft mit der italienischen Stadt Nichelino in der Metropolitanstadt Turin der Region Piemont eingegangen.

## Söhne und Töchter
- Gaetano Pace Forno (1809–1874), Augustiner, Bischof von Malta 1857–1874
- Pietro Pace (1831–1914), römisch-katholischer Geistlicher, Bischof von Gozo 1877–1889, Bischof von Malta 1889–1914
- Joseph Mercieca (1928–2016), römisch-katholischer Geistlicher, Erzbischof von Malta 1976–2006
- Joseph Vella (1942–2018), Komponist und Dirigent
- Dominic Grech (1950–2005), Singer-Songwriter und Komponist
- Myriam Spiteri Debono (* 1952), Politikerin, Präsidentin Maltas
- Alfred Xuereb (* 1958), katholischer Geistlicher, Erzbischof und Diplomat, früherer Papstsekretär
- Thomas Bajada (* 1994), Politiker